# Emil Henning
Carl August Emil Henning (* 17. Januar 1824 in Berlin; † 4. Mai 1891 ebenda) war ein deutscher Lithograf.
Emil Henning war ein Sohn des Königlichen Kammermusikers Johann Friedrich Albert Henning. Er studierte ab 1840 an der Akademie in Berlin und war danach dort als Lithograf tätig und schuf zahlreiche Berlin-Ansichten. Sein älterer Bruder war der Maler Carl Julius Henning.

Werkbeispiel
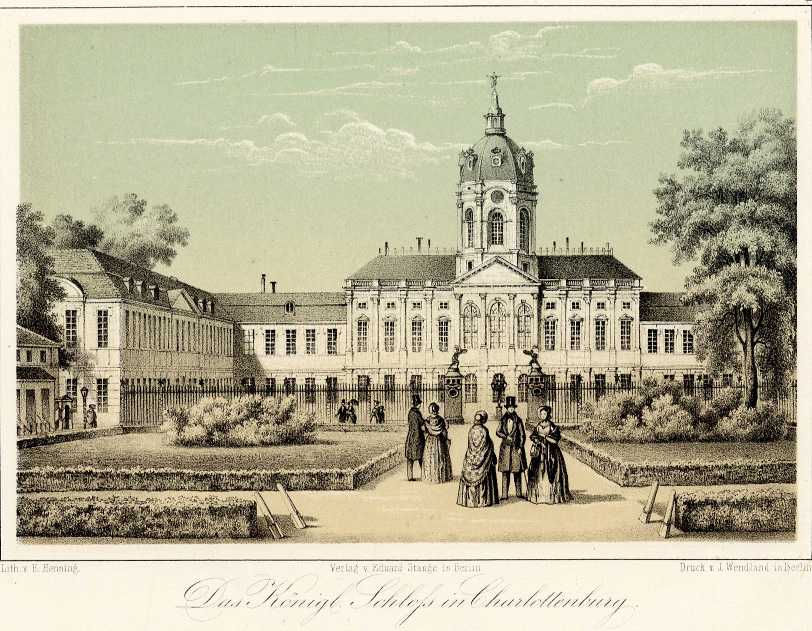
Schloss Charlottenburg, Farblithografie um 1855